# Eugenia Appiani
Pour les articles homonymes, voir Appiani (homonymie).
Eugenia Appiani, aussi appelée Eugénie Appiani, née vers 1820 et morte vers 1870, est une compositrice italienne.

## Biographie
Eugenia Appiani a composé de la musique de piano dont la Casa Ricordi a publié plusieurs morceaux.